# Павлодольская
Павлодо́льская (осет. Павлодольскæй) — станица в Моздокском районе Республики Северной Осетия — Алания.
Административный центр Павлодольского сельского поселения.
Также включает в свой состав посёлок Теркум, расположенный на северо-востоке станицы.

## География
Станица Павлодольская расположена на левом берегу реки Терек, в центральной части Моздокского района. Находится в 12 км к юго-западу от районного центра Моздок и в 110 км к северо-западу от города Владикавказ.
Граничит с землями населённых пунктов: Ново-Осетинская на западе и Советский на востоке. На противоположном берегу реки расположены сёла — Виноградное и Раздольное.
Станица расположена на аллювиальной Кабардинской равнине в степной зоне республики. Рельеф местности преимущественно волнистый равнинный, со слабыми колебаниями высот. Вдоль долины реки Терек тянутся бугристые возвышенности. Средние высоты на территории муниципального образования составляют 150 метров над уровнем моря. Приречные леса располагавшиеся у станицы в большинстве своём вырублены.
Гидрографическая сеть представлена в основном рекой Терек. К востоку от станицы, из Терека выходит артерия Терско-Кумского водоканала, которая тянется до реки Кума у села Левокумское в Ставропольском крае.
Климат влажный умеренный. Среднегодовая температура воздуха составляет +10,7°С. Температура воздуха в среднем колеблется от +23,5°С в июле, до −2,5°С в январе. Среднегодовое количество осадков составляет около 560 мм. Основное количество осадков выпадает в период с мая по июль. В конце лета часты суховеи, дующие территории Прикаспийской низменности.

## Этимология
По мнению некоторых жителей самой станицы, название станицы произошло от имени некого Павла Дольского. Однако более авторитетные источники говорят о названии станицы в честь библейского персонажа — апостола Павла. В пользу этого существуют два аргумента: во-первых, станицу, в момент её образования населяли в основном казаки, являясь верующими-христианами, они глубоко уважали библейских персонажей, и даже почитали их, называя их именами свои станицы; и, во-вторых, в округе присутствуют другие станицы с подобными названиями, например Луковская, названная так в честь св. Луки.

## История
Станица основана в 1777 году близ одноимённой крепости.
Генерал Иван Варфоломеевич Якоби вместе с подполковником генерального штаба Германом с начала осени 1776 года произвели тщательную рекогносцировку местности от Моздока в северно-западном направлении по низовьям рек Терек, Малка, Кура, Золка, Подкумок, Сабле, Калаус через крепость святого Дмитрия до Азова.
В рапорте на имя князя Таврического — Г. А. Потёмкина дали своё соображение о постройке новой названой ими Азово-Моздокской линии с десятью крепостями или правильнее укреплённых селений с промежуточными между ними редутами (укреплениями).
24 апреля 1777 года, на основании доклада Г. А. Потёмкина императрица Екатерина II утвердила проект постройки и заселения Азово-Моздокской линии.
Местность на территории будущей станицы была покрыта девственным, дремучим лесом из твёрдых и мягких пород (дуб, ясень, клён, верба). В пойме Терека произрастали дикие фруктовые деревья: груши, яблони, алыча, боярышник, барбарис, кизил, орех, тутовник. На полянах в лесу было много ежевики, малины и других ягод. Низина к Тереку пересекалась речкой — «рукавом» названая осетинами Аироштой (с осетинского — «Мочажина»). Острова и низины почти ежегодно затоплялись Тереком. В лесах и степях водилось множество медведей, волков, зайцев, барсуков, утки, гуси, лебеди, фазаны, перепела. На Тереке и его притоках было много рыб, особенно сомов, сазанов, осетровых. С пригорка на север (Костикова Горка) начиналась бескрайняя степь с сенокосами пастбищами (брица, полынь, пырей, ковыль).
На самом высоком месте, где сейчас находится школа и клуб, к середине октября 1777 года был построен редут (крепость) с валом и рвом, обнесенным терновником. В центре редута была собрана деревянная полковая церковь, собранная без единого гвоздя. Вокруг неё каменная ограда с бойницами. Строили крепость две роты Владимировского драгунского полка.
К северу от редута были поселены 200 казаков «старцев», которые стали строить землянки и впоследствии образовалась первая широкая улица, в будущем будет называться Непочётная (Социалистическая). Всем Волжским казакам, поселённым в пяти станицах (Екатериноградовская, Павловская, Георгиевская, Марьинская, Александровская) регулярные войска оказывали помощь в строительстве жилья, а вот «старцы» сами всё строили, изредка им помогали сезонно кочевавшие сюда калмыки и ногайцы, подвозили им строительные материалы на своих арбах.
8 ноября 1782 года на Кавказ прибыл начальник кавказских войск граф генерал поручик П. С. Потемкин — двоюродный брат Г. А. Потемкина. 2 февраля 1784 года Потемкин П. С. назначается генерал-губернатором Кавказским и Саратовским, с подчинением всех войск, расположенным между тремя морями: Каспийским, Чёрным и Азовским. Это было нужно не только для военных целей, но и для налаживания мирной жизни на Кавказе. П. С. Потёмкин обращается к внутренним губерниям России с воззванием к крестьянам-однодворцам, государственным и помещикам, приглашая их на новые места для поселения на Кавказе.
В 1783 году в будущую станицу прибывают переселенцы с Харьковской губернии, в основном из села Вершаво. Они получили все льготы на переселение, строительство и заселили новую улицу — Хохлатскую (Ленина).
В 1784 году слобода Павлодольская ещё имела этот статус (включительно до 1793 г. и вероятно позднее).
На 1789 год слобода входила в Моздокский уезд.
В 1823 году из казённого селения была причислены к казачьим.
С момента завершения Кавказской войны до 1920 года, станица входила в состав Терской области. Затем была передана в состав Моздокского уезда Терской губернии.
В 1924 году станица включена в состав Терского округа Северо-Кавказского края.
В 1935 году при расформировании Северо-Кавказского края, станица в составе Моздокского района была включена в состав Ставропольского края.
В 1944 году вместе с городом Моздок и его окрестностями была передана в состав Северо-Осетинской АССР.

## Население
| 1829 | 1970  | 1989  | 2002  | 2010  | 2021  |
| ---- | ----- | ----- | ----- | ----- | ----- |
| 1429 | ↗4703 | ↗5290 | ↗5731 | ↘5456 | ↘5252 |

Национальный состав
По данным Всероссийской переписи населения 2010 года:
| Народ    | Численность, чел. | Доля от всего населения, % |
| -------- | ----------------- | -------------------------- |
| русские  | 4232              | 77,6 %                     |
| цыгане   | 635               | 11,6 %                     |
| осетины  | 135               | 2,5 %                      |
| немцы    | 105               | 1,9 %                      |
| украинцы | 67                | 1,2 %                      |
| корейцы  | 60                | 1,1 %                      |
| другие   | 230               | 4,2 %                      |
| всего    | 5550              | 100 %                      |

## Образование
- Начальная школа - детский сад № 33 «Алёнушка» — ул. Ленина, 275.
- Средняя общеобразовательная школа № 1 — ул. Гагарина, 75.
- Средняя общеобразовательная школа № 2 — ул. Моздокская, 201.

## Здравоохранение
- Участковая больница — ул. Ленина, 88.

## Русская православная церковь
- Храм святителя Николая Чудотворца[11]
- Храм Нерукотворного Образа Господа Иисуса Христа[12]

В 1887 году началось строительство церкви на народные деньги, собранные в станице и других близлежащих станицах и сёлах. Сборщикам выдавались медные копилки, они ходили в народ, собирая пожертвования медными деньгами.
В 1912 году храм был освещён в честь Иконы нерукотворного образа спасителя Иисуса Христа, и начал работать, хотя в центре станице продолжала действовать деревянная церковь.
Старую церковь разрушили в 1930 году, а в 1939 году закрыли работу новой церкви.
В 1993 году началось восстановление разрушенного храма станицы. В 2007 году храм освятили заново и он начал работать.

## Улицы
Улицы
| Гагарина  |
| Заводская |
| Ленина    |
| Лесная    |

| Моздокская |
| Полевая    |
| Речная     |

| Советская        |
| Социалистическая |
| Степная          |

Переулки
| 50 лет Октября |
| Бекузаровой    |
| Виноградный    |
| Ефремова       |

| Колодяевой |
| Молодёжный |
| Сальникова |
| Талалаева  |

| Уварова    |
| Хетагурова |
| Чайкиной   |
| Школьный   |

## Известные уроженцы
- Филько Иван Яковлевич (1915—1945) — Герой Советского Союза.